# UwU

Stilisiertes, errötendes UwU-Emoticon

UwU (auch uwu oder UWU) ist ein Emoticon, das in der Netzkultur einen glücklichen, süßen oder niedlichen Gesichtsausdruck darstellen soll. Die zwei u repräsentieren die Augen, während das w einen Mund symbolisiert.

## Geschichte
Die erste öffentliche Verwendung des UwU wird auf eine Yu-Gi-Oh!-Fanfiction aus dem Jahr 2005 zurückgeführt. Der wirkliche Ursprung des Emoticons ist allerdings ungeklärt. Es wird ein Entstehungszusammenhang in Online-Chaträumen vermutet. Im Jahr 2014 wurde das Emoticon über die Blogging-Plattform Tumblr weit verbreitet und so Teil einer Internetsubkultur.

## Alternative Verwendung
Neben der Verwendung des UwU zum Anzeigen von Fröhlich-, Niedlich- oder Zärtlichkeit wird es im Übergebrauch auch dazu verwendet, die angesprochene Person zu necken oder zu verärgern. Des Weiteren lassen sich überraschte, manchmal auch anspielende, ironische Varianten unterscheiden. So etwa im OwO als überraschte Reaktion analog zur Frage "Was ist das?" – mit als O symbolisierten, weit geöffneten Augen.
Auch im Furry-Fandom ist der Gebrauch des Emoticons und seiner Varianten üblich.

## Populäre Gebrauchsformen
Im Jahr 2018 antwortete der offizielle Twitter-Account mit einem uwu auf den Tweet eines Künstlers. Dies wurde als eine Hommage an die Animekultur gewertet. Als Emoji findet das UwU vor allem auch bei E-Kids respektive Soft girls und im Kontext von Videoportalen wie YouTube oder TikTok Verwendung.